# Campeonato Nacional de Albania 1954
El Campeonato Nacional de Albania de 1954 (en albanés, Kampionati Kombëtar Shqiptar 1954) fue la 17a. edición del Campeonato Nacional de Albania.

## Resumen
Fue disputado por 12 equipos y Partizani ganó el campeonato.

## Clasificación
| Pos. | Equipo                          | PJ | PG | PE | PP | GF | GC | Dif. | Pts. |
| ---- | ------------------------------- | -- | -- | -- | -- | -- | -- | ---- | ---- |
| 1    | Partizani                       | 22 | 21 | 1  | 0  | 93 | 8  | +85  | 43   |
| 2    | Dinamo Tirana                   | 22 | 16 | 4  | 2  | 56 | 13 | +43  | 36   |
| 3    | Puna Tiranë                     | 22 | 14 | 3  | 5  | 47 | 21 | +26  | 31   |
| 4    | Puna Shkodër                    | 22 | 9  | 5  | 8  | 22 | 28 | -6   | 23   |
| 5    | Luftëtari Sh.B.O. "Enver Hoxha" | 22 | 9  | 4  | 9  | 28 | 27 | +1   | 22   |
| 6    | Puna Kavajë                     | 22 | 9  | 2  | 11 | 28 | 37 | -9   | 20   |
| 7    | Puna Vlorë                      | 22 | 8  | 4  | 10 | 23 | 32 | -9   | 20   |
| 8    | Dinamo Durrësi                  | 22 | 7  | 6  | 9  | 21 | 37 | -16  | 20   |
| 9    | Puna Durrës                     | 22 | 5  | 4  | 13 | 15 | 46 | -31  | 14   |
| 10   | Skënderbeu                      | 22 | 4  | 5  | 13 | 16 | 35 | -19  | 13   |
| 11   | Spartaku Tiranë                 | 22 | 4  | 5  | 13 | 26 | 52 | -26  | 13   |
| 12   | Puna Elbasan                    | 22 | 3  | 3  | 16 | 22 | 61 | -39  | 9    |